# سلطان سمه
سلطان سمه (بالإندونيسية: Sultan Samma)‏ هو لاعب كرة قدم إندونيسي في مركز الهجوم، ولد في 13 أبريل 1986 في ساماريندا في إندونيسيا. شارك مع منتخب إندونيسيا تحت 23 سنة لكرة القدم. أما مع النوادي، فقد لعب مع بالي يونايتد ونادي سريويجايا.

## وصلات خارجية
- سلطان سمه على موقع قاعدة بيانات كرة القدم.إي يو (الإنجليزية)
- سلطان سمه على موقع Soccerway.com (الإنجليزية)